# Bodtjärnen (Frostvikens socken, Jämtland, 716336-142518)
Bodtjärnen är en sjö i Strömsunds kommun i Jämtland och ingår i Ångermanälvens huvudavrinningsområde. Sjön har en area på 0,136 kvadratkilometer och ligger 555,7 meter över havet. Sjön avvattnas av vattendraget Junsterbäcken.

## Delavrinningsområde
Bodtjärnen ingår i det delavrinningsområde (716396-142508) som SMHI kallar för Utloppet av Bodtjärnen. Medelhöjden är 580 meter över havet och ytan är 1,72 kvadratkilometer. Räknas de 12 avrinningsområdena uppströms in blir den ackumulerade arean 28,85 kvadratkilometer. Junsterbäcken som avvattnar avrinningsområdet har biflödesordning 3, vilket innebär att vattnet flödar genom totalt 3 vattendrag innan det når havet efter 322 kilometer. Avrinningsområdet består mestadels av skog (85 procent). Avrinningsområdet har 0,13 kvadratkilometer vattenytor vilket ger det en sjöprocent på 7,7 procent.